# Еритрейська католицька церква
Еритре́йська католи́цька це́рква (лат. Ecclesia Catholica Erythraea; тигр. ኤርትራዊት ቤተ ክርስቲያን, трансліт. Chiesa Eritrea) — східно-католицька митрополія sui iuris церква з центром в Асмері, Еритрея. Вона була створена в 2015 році шляхом відокремлення її території від території Етіопської католицької церкви та створення на цій території нової митрополичої східно-католицької церкви sui iuris. Причиною створення була ґеезької форма александрійського літургійного обряду. Її офіційна назва — «Церква sui iuris Асмарської митрополії».
Як і інші східно-католицькі церкви, Еритрейська католицька церква знаходиться в повному євхаристійному спілкуванні зі Святим Престолом та Латинською церквою. Вона дотримується христологічного визначення, яке викладається на Халкідонському соборі, і приймає загальну юрисдикцію Папи Римського. Ці пункти відрізняють її від Еритрейської православної церкви Тевахедо, яка є орієнтальною православною церквою, що охоплює більшість християн країни. Подібно до Еритрейської православної церкви Тевахедо, Еритрейська католицька церква дотримується етіопського літургійного обряду мовою ґеез, семітською мовою, яка вийшла із загального користування кілька століть тому. Цей обряд заснований на літургії Коптської церкви.

## Історія

### До XX століття

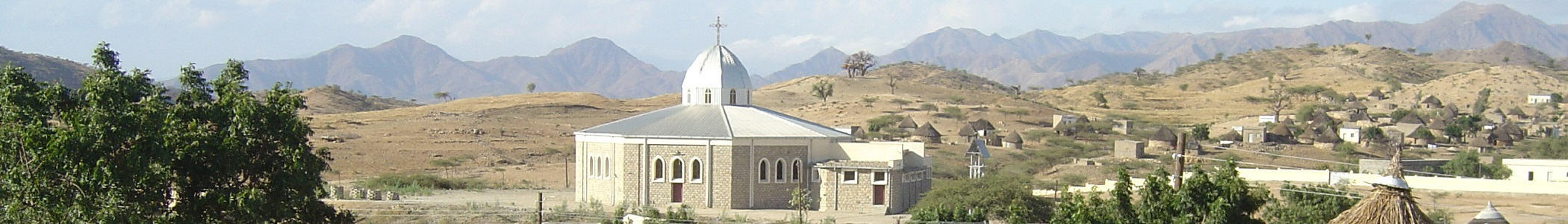
Католицька церква в Галіб Ментел в єпархії Керен

У 1839 році Джустіно де Якобіс, італійський вінцентійський священик, прибув місіонером до району, який зараз є Еритреєю та північною Етіопією. Він вважав за краще застосовувати місцевий літургійний обряд на мові ґеез, а не римський на латині. Він залучив значну кількість місцевих священиків та мирян до повного спілкування з Католицькою церквою. Він помер у 1860 році в Халаї, неподалік від Хебо, в сучасному Південному адміністративному районі Еритреї.
У 1869 р. Італія почала окупувати Еритрею і в 1890 р. Оголосила її колонією Королівства Італія, сприяючи імміграції італійців. Зважаючи на ситуацію, що змінилася, Святий Престол створив 19 вересня 1894 року Апостольську префектуру Еритрею, довірену італійським капуцинам, тим самим вилучивши Еритрею з території Апостольського вікаріату Абіссінії Вінцентіян, які були переважно французами. У наступному році губернатор колонії вигнав решту вінцентійських священиків за необґрунтованою підозрою у заохоченні до збройного опору.
Більшість місцевого населення, яке стали католиками, були членами Коптської православної церкви Александрії, Етіопська частина якої стала Етіопською православною церквою Тевахедо в середині XX століття, коли її папіарх отримав Кирило VI, Папа Коптської православної церкви Александрії. Вони дотримувались обрядів цієї Церкви старовинною літургійною мовою ґеез, що дало початок католицькій громаді Етіопських обрядів.

### Перша половина XX століття

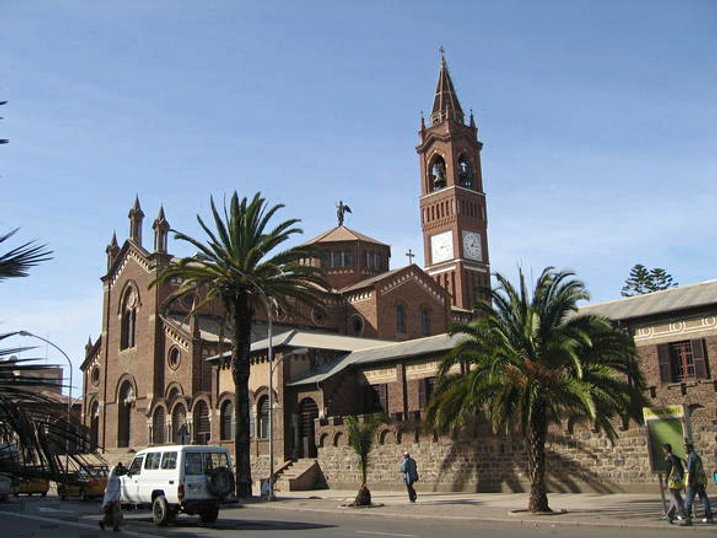
Колись головна церква Апостольського вікаріату Еритреї

Апостольська префектура Еритрея була піднята Святим Престолом до статусу Апостольського вікаріату (очолюваний титулярним єпископом) в 1911 р. Крім того, 4 липня 1930 р. було створено Ерітрейський ординаріат за Етіопським обрядом, вилучаючи тих католиків з юрисдикції тодішній набагато більший вікаріат Латинської Церкви. Отець Кідане-Мар’ям Касса, який з 1926 року був їхнім провікарієм у вікаріаті, був призначений їх ординатором, а 3 серпня 1930 року був висвячений на титулярного єпископа Тібаріса в каплиці Папського Етіопського коледжу у Ватикані. На той час вони налічували менше 3% населення Еритреї.
Більше значення в той час Латинського Вікаріату відображається у вражаючій церкві, присвяченій Матері Божої Вервиці, яка була завершена в 1923 році як місце Апостольського Вікаріату. Навіть після загибелі Вікаріату в 1995 році його все ще називають "собором".

### Асоціація з Етіопією

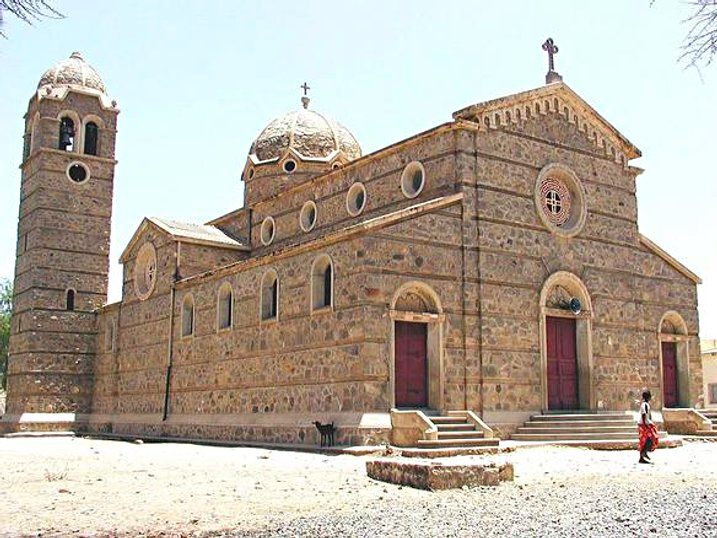
Церква (раніше латинського обряду) в Акрурі в єпархії Сегнейті

На початку 1940-х майже 28% населення італійської Еритреї, яка була частиною італійської Східної Африки з 1936 р., були католиками; переважно італійці та Латинська церква. Відбулося помітне зменшення кількості італійців, присутніх після закінчення Другої світової війни, коли Еритрея спочатку перебувала під британським військовим управлінням. Британський перепис населення 1949 року показав, що в столиці Асмари проживало лише 17 183 італійців із загальної кількості 127 579 населення. Відхід італійців ще більше прискорився, коли Еритрея потрапила під Етіопську владу в кінці 1950 року. Таким чином, відносини між Латинським вікаріатом та Етіопським ординаріатом були перевернуті. 31 жовтня 1951 р. Ординаріат Еритреї був піднятий до рівня Екзархату (східний еквівалент Вікаріату) під назвою Апостольський екзархат Асмари, одночасно із створенням Апостольського екзархату Аддис-Абеба. 25 липня 1959 року ім'я Латинського вікаріату Еритреї, який, незважаючи на значно зменшене число своїх вірних, зберегло свій чин, було змінено на Апостольський вікаріат Асмари. Однак після того, як четвертий і останній єпископ, який був вікарієм Апостольського Асмари, пішов у відставку 2 червня 1974 року, Вікаріатом керував священик-капуцин Лука Мілезі, який став єпископом лише тоді, коли Вікаріат був придушений у 1995 році, і він був призначений першим єпархом Баренту.
28 лютого 1961 року Етіопська католицька церква була створена як митрополича церква sui iuris, що складається з Архіпархії Аддис-Абеби та двох суфраганських кафедр, одна з яких - Асмара, а друга - новостворена Етіопська Католицька Єпархія Адіграта (раніше префектура Апостольська Тігрея).
За збігом обставин війна за незалежність Еритреї розпочалася пізніше того ж року і закінчилася в 1991 році вирішальною перемогою Еритреї.

### У незалежній Еритреї
21 грудня 1995 року за часів Папи Римського Івана Павла ІІ частини Асмарської єпархії стали двома новими єпархіями, розташованими відповідно в Керені та Баренту. Значно зменшений Апостольський вікаріат Асмари був скасований. Таким чином, єдиною юрисдикцією католицької церкви в Еритреї була вся Етіопська католицька церква, що робить Еритрею єдиною країною, де всі католики, включаючи членів Латинської церкви, покладені на опіку східних католицьких єпископів.
24 лютого 2012 року Папа Римський Бенедикт XVI створив четверту єпархію, що базується в Сегнейті, з територією, відібраною від тодішньої Асмарської єпархії.
19 січня 2015 року за папи Франциска Еритрейська католицька церква була зведена як автономна митрополича церква sui iuris, а Асмара - її центр, а інші три еритрейські єпархії - суфрагани, відокремивши її від Етіопської католицької церкви, чий митрополичий престол був таким залишилося лише три суфрагани.

## Єпархії

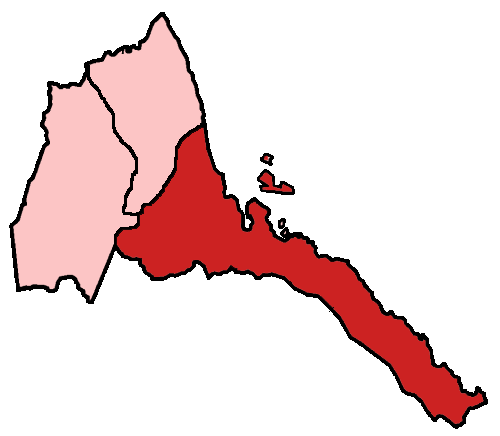
Еритрейські католицькі єпархії з 1995 по 2012 рік. У червоній Асмарі, з якої у 2012 році був узятий Сегнейті. На півночі Керен; на заході Баренту.

У країні є чотири єпархії (єпископства):
- Архиєпархія Асмари[22]
- Єпархія Баренту з вірними в основному походить з народу Кунама[23]
- Керенська єпархія з найбільшим відсотком місцевого населення (майже 12%)[24]
- Єпархія Сегнейті в Південному адміністративному регіоні країни.[25]

## Демографія

### Статистика 2016 року

Південний адміністративний регіон, в якому розташоване місто-собор єпархії Сегнейті

| Єпархії               | Асмара | Баренту | Керен  | Сегнейті | Разом   |
| --------------------- | ------ | ------- | ------ | -------- | ------- |
| Католиків             | 31,850 | 45,580  | 49,538 | 35,560   | 162,528 |
| Резиденти-єпископи    | 2      | 1       | 1      | 1        | 5       |
| Парафій               | 59     | 13      | 44     | 34       | 107     |
| Єпархіальні священики | 20     | 7       | 51     | 25       | 103     |
| Священики             | 316    | 20      | 22     | 37       | 395     |
| Чоловіків             | 602    | 22      | 63     | 90       | 777     |
| Жінок                 | 498    | 35      | 81     | 105      | 719     |
| Постійні дяки         | 2      | 0       | 0      | 0        | 2       |
| Семінаристи           | 208    | 9       | 24     | 13       | 254     |

## Відносини з урядом Еритреї
З 2004 року Державний департамент Сполучених Штатів Америки неодноразово вказував Еритрею як країну, за яку варто занепокоїтись через свободу віросповідання.
Католицькі єпископи видали 25 травня 2014 р., 23-у річницю незалежності держави, пастирський лист, який деякі вважали критичним щодо уряду. Англійський переклад документа, оригінал якого викладено на тигринійській мові, розширюється на 17 сторінок. Єпископи говорили про еміграцію багатьох молодих еритрейців, які ризикують своїм життям в надії емігрувати до інших країн. Вони повторили те, що писали у 2001 році: "[N] o покидає країну молока та меду, щоб шукати іншу країну, яка пропонує такі ж можливості. Якщо батьківщина - це місце миру, роботи та свободи слова, немає причин залишити його стражданням, самотністю та засланням, намагаючись шукати можливості деінде". Вони також говорили про "оману, породжену внаслідок недосягнення запропонованих цілей, марність власних прагнень, дивлячись на далекі країни як на єдину альтернативу самореалізації, приводять все більшу кількість людей до розчарування та Вони опиняються на горизонті, який завжди стає темнішим і важчим. Поряд з цим, розпад сімейної одиниці всередині країни - через військову службу, необмежену за часом і грошовою винагородою, і через ув'язнення багатьох молодих людей фактично в'язниця або в таборах - піддає нещастю не лише літніх батьків, які не мають видимих засобів підтримки, але й цілі сім'ї, і це має серйозні наслідки як на економічному, так і на психологічному та психічному рівнях".
Еритрейське агентство TesfaNews поставило під сумнів щирість єпископів і інтерпретувало інформацію, надану WikiLeaks, як свідчення того, що Архепарх Асмари "є сертифікованим, антиурядовим та національним релігійним лідером, який проживає біля керма столиці Асмари".